# Synchestra
Synchestra – album studyjny kanadyjskiego zespołu muzycznego The Devin Townsend Band. Wydawnictwo ukazało się 31 stycznia 2006 roku nakładem wytwórni muzycznych HevyDevy Records i InsideOut Music.
Nagrania były promowane teledyskiem do utworu "Vampira", który wyreżyserował Marcus Rogers.

## Lista utworów
Opracowano na podstawie materiału źródłowego.
| Nr  | Tytuł utworu                 | Słowa          | Muzyka         | Długość |
| --- | ---------------------------- | -------------- | -------------- | ------- |
| 1.  | „Let It Roll”                | Devin Townsend | Devin Townsend | 2:52    |
| 2.  | „Hypergeek”                  | Devin Townsend | Devin Townsend | 2:20    |
| 3.  | „Triumph”                    | Devin Townsend | Devin Townsend | 7:08    |
| 4.  | „Babysong”                   | Devin Townsend | Devin Townsend | 5:30    |
| 5.  | „Vampolka”                   | Devin Townsend | Devin Townsend | 1:36    |
| 6.  | „Vampira”                    | Devin Townsend | Devin Townsend | 3:27    |
| 7.  | „Mental Tan”                 | Devin Townsend | Devin Townsend | 2:15    |
| 8.  | „Gaia”                       | Devin Townsend | Devin Townsend | 6:03    |
| 9.  | „Pixillate”                  | Devin Townsend | Devin Townsend | 8:17    |
| 10. | „Judgement”                  | Devin Townsend | Devin Townsend | 5:55    |
| 11. | „A Simple Lullaby”           | Devin Townsend | Devin Townsend | 7:09    |
| 12. | „Sunset”                     | Devin Townsend | Devin Townsend | 2:31    |
| 13. | „Notes from Africa”          | Devin Townsend | Devin Townsend | 7:42    |
| 14. | „Sunshine” (utwór dodatkowy) | Devin Townsend | Devin Townsend | 2:35    |
|     |                              |                |                | 1:05:20 |

| Bonus DVD | Bonus DVD           | Bonus DVD |
| Nr        | Tytuł utworu        | Długość   |
| --------- | ------------------- | --------- |
| 1.        | „Truth”             | 6:08      |
| 2.        | „Regulator”         | 5:05      |
| 3.        | „Storm”             | 5:21      |
| 4.        | „Earth Day”         | 9:24      |
| 5.        | „Life”              | 4:36      |
| 6.        | „Deadhead”          | 9:25      |
| 7.        | „Away / Deep Peace” | 13:48     |
| 8.        | „Slow Me Down”      | 4:24      |
| 9.        | „Credits”           | 0:30      |
| 10.       | „Storm”             | 4:39      |
| 11.       | „Studio”            | 7:14      |
| 12.       | „Tour”              | 10:42     |
| 13.       | „Stills”            | 2:46      |
| 14.       | „Truth”             | 4:21      |
|           |                     | 1:28:23   |

## Listy sprzedaży
| Lista                   | Kraj      | Pozycja |
| ----------------------- | --------- | ------- |
| SNEP                    | Francja   | 128     |
| Suomen virallinen lista | Finlandia | 33      |
| Media Control Charts    | Niemcy    | 85      |